# Jan-Werner Müller

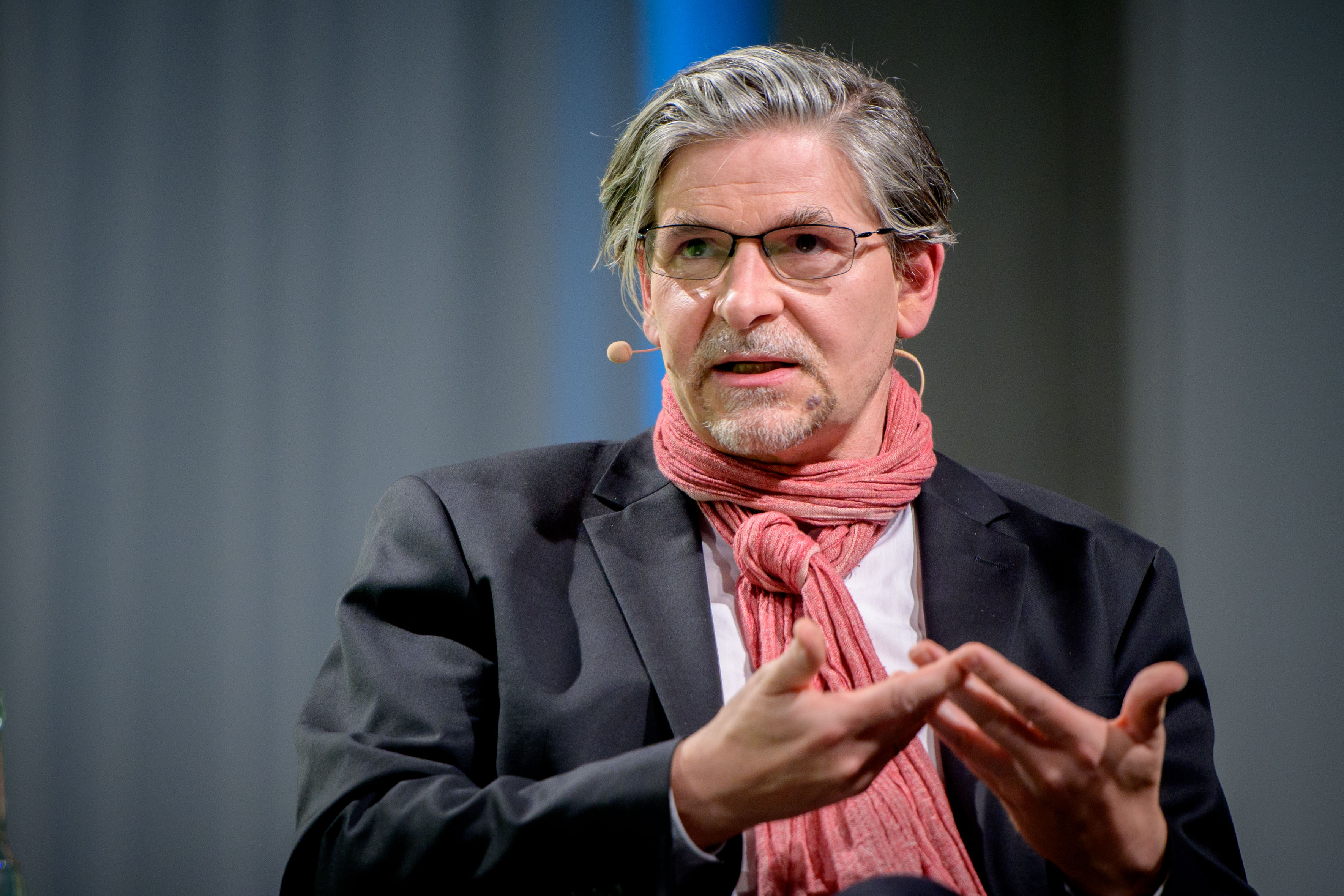
Fotografiado en 2021

Jan-Werner Müller (Bad Honnef, 1970) es un politólogo alemán.
Es autor de títulos como Another Country: German Intellectuals, Unification and National Identity (2000), donde analiza la respuesta de los intelectuales alemanes a la reunificación alemana en 1990; A Dangerous Mind: Carl Schmitt in Post-War European Thought (2003); Constitutional Patriotism (2007), un estudio del concepto en el que marca diferencias de este último con otros conceptos como el nacionalismo cívico, Contesting Democracy: Political Ideas in Twentieth-Century Europe (2011); Wo Europa endet. Ungarn, Brüssel und das Schicksal der liberalen Demokratie (2012); Das demokratische Zeitalter. Eine politische Ideengeschichte Europas im 20. Jahrhundert (2013); y Was ist Populismus? Ein Essay (2016).